# The Rivingtons
The Rivingtons foi um grupo de doo wop norte-americano de 1960, conhecido por seu sucesso de 1962, "Papa-Oom-Mow-Mow". Os membros foram o vocalista Carl White (falecido em 7 de janeiro de 1980), o tenor Al Frazier (falecido em 13 de novembro de 2005), o barítono Sonny Harris e o baixista Turner "Rocky" Wilson Jr. Frazier foi substituído por Madero White em um período do final da década de 1970.

## História
Os Rivingtons tinham sido originalmente conhecidos como Sharps e tiveram sucesso nas paradas com "Little Bitty Pretty One" de Thurston Harris em 1957. Eles então apareceram em várias gravações de Duane Eddy, sempre que sons estranhos de gritos rebeldes eram necessários, incluindo o hit de 1958 de Eddy, "Rebelde Rouser". Eles também gravaram na Warner Brothers Records como The Crenshaws em 1961.
Seu primeiro sucesso como The Rivingtons, foi "Papa-Oom-Mow-Mow", gravado pela Liberty Rocords. Como muitas dessas músicas, começaram com o  baixo cantando sílabas sem sentido (no caso da canção, o título), seguido pelo tenor cantando repetições dela.
"Mama-Oom-Mow-Mow", uma reescrita ainda mais barroca do tema, não conseguiu vender, mas eles retornaram para as paradas no ano seguinte com "The Bird's the Word". O lado B de "Mama-Oom-Mow-Mow" era "Waiting".
Depois de seus dois singles, os Rivingtons lutaram para chegar às paradas. No entanto, "Papa-Oom-Mow-Mow" e "The Bird's the Word" foram revividos em 1963, graças a um grupo de Minnesota chamado The Trashmen gravando o "Surfin 'Bird", formado pelas sílabas absurdas das canções dos Rivington. Os Trashmen fizeram isso em uma loja de discos e passaram isso como se fossem deles. Na verdade, era apenas uma mistura dos refrões do Rivington menos os versos. O gerente do Rivingtons relatou isso aos seus advogados, e os Trashmen receberam ordens para adicionar o nome dos Rivington aos créditos. Os Trashmen tinham que compartilhar os créditos de escrita na gravação e uma versão posterior como um sinal de boa fé. "Surfin 'Bird" foi revivido na década de 1970 pelos Ramones e os Cramps.
Os Rivingtons gravaram várias canções, mais na década de 1960 a sua carreira terminou, após a gravação do single "A Rose Growing in the Ruins", pela Columbia Records, não conseguiu vender. Eles começaram a se apresentar ao vivo novamente na década de 1970, com Madero White substituindo Al Frazier.
Carl White morreu de amigdalite aguda aos 47 anos em sua casa em Los Angeles. Al Frazier, Sonny Harris e Rocky Wilson tocaram no grupo extensivamente por toda a década de 1980, substituindo White por Clay Hammond até 1987, em seguida, Andrew Butler na década de 1990. Em 1989, os Rivingtons apareceram em um episódio de LA Law como um grupo doo-wop, "The Sensations". Mais tarde, eles apareceram em um episódio de 1990 de Night Court, "Razing Bull", como ex-companheiros de grupo de Mac "The Starlites".

## Discografia

### Singles
- "Papa-Oom-Mow-Mow" b/w *"Deep Water"
- "Kickapoo Joy Juice" b/w *"My Reward"
- "Mama-Oom-Mow-Mow (The Bird)" b/w "Waiting"
- "The Bird's the Word" b/w *"I'm Losing My Grip"
- "The Shaky Bird (Part 1)" b/w
- "The Shaky Bird (Part 2)"
- "Cherry" b/w "Little Sally Walker"
- "The Weejee Walk" b/w *"Fairy Tales"

### Albums
- Doin' the Bird

Músicas de coletadas de The Liberty Years, gravado pela EMI America.